# آدم ميلر (لاعب هوكي الجليد)
آدم ميلر (بالإنجليزية: Adam Miller)‏ هو لاعب هوكي الجليد أمريكي، ولد في 21 نوفمبر 1984 في ليفونيا في الولايات المتحدة.

## وصلات خارجية
- آدم ميلر على موقع دوري الهوكي الوطني (الإنجليزية)
- آدم ميلر على موقع EliteProspects.com (الإنجليزية)
- آدم ميلر على موقع HockeyDB.com (الإنجليزية)